# Лексический повтор
Лексический повтор — стилистическая фигура, заключающаяся в намеренном повторении в обозримом участке текста одного и того же слова либо речевой конструкции. 
Лексические повторы различного вида широко используются для придания экспрессивности художественному тексту, среди них различаются следующие типы:
Анадиплосис — последняя фраза первой части отрезка речи повторяется в начале следующей части:

…откуда придет помощь моя.

Помощь моя от Господа…
— Пс. 120:1—2
Анафора (лексическая) — повторение начальных частей двух и более относительно самостоятельных отрезков речи (полустиший, стихов, строф или прозаических отрывков):

Не напрасно дули ветры,

Не напрасно шла гроза.
— Есенин С. А. Не напрасно дули ветры
Симплока — сочетание анафоры и эпифоры, то есть лексический повтор в начале и конце отрезков речи:

Август — астры,

Август — звезды,

Август — грозди

Винограда и рябины

Ржавой — август!
— М. Цветаева, Август
Эпифора — повторение одних и тех же слов в конце смежных отрезков речи:

— Вздох не тот!

— Ход не тот!

— Смех не тот!

— Свет не тот!
— М. Цветаева, Крысолов

## Примечание
1. ↑  Метлякова Елена Владимировна. Лексический повтор как семантико-стилистическая категория организации лирического текста в раннем творчестве Анны Ахматовой. — 2011-05-06. Архивировано 8 января 2023 года.
2. ↑  Никулина С.д. Лексический повтор как средство смысловой организации художественного текста // Интеллектуальный потенциал XXI века: ступени познания. — 2012. — Вып. 10-2. — С. 39–44. Архивировано 8 января 2023 года.
3. ↑  Джамалова М.К. ВИДЫ И ФУНКЦИИ ЛЕКСИЧЕСКОГО ПОВТОРА В ЯЗЫКЕ ПОЭЗИИ ЮРИЯ АРАБОВА (ЧАСТЬ 1) // Международный научно-исследовательский журнал. — 2020-11-17. — Вып. № 11 (101). — ISSN 2227-6017. — doi:10.23670/IRJ.2020.101.11.073. Архивировано 8 января 2023 года.